# Steirischer Fußballverband

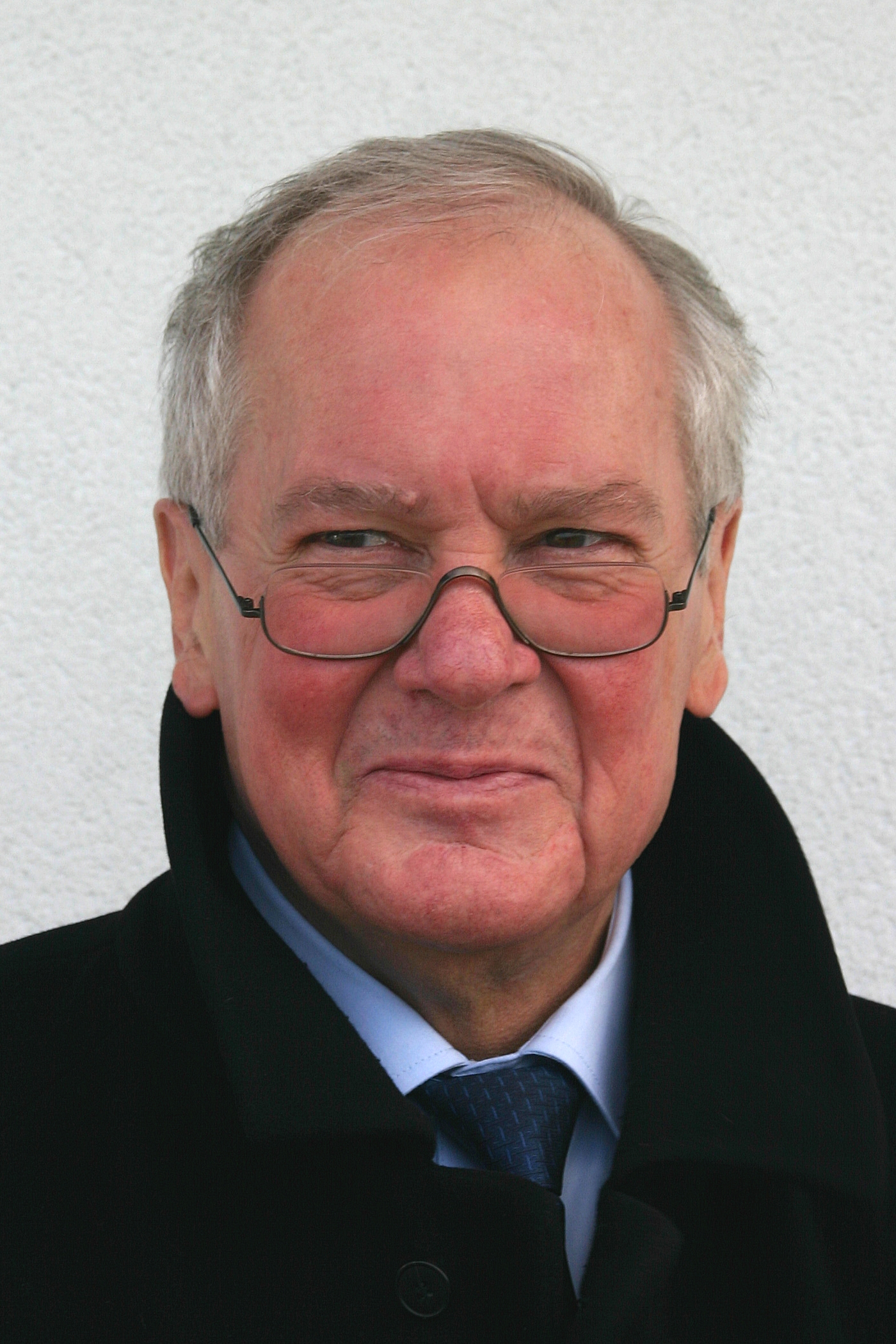
Der am 26. Juli 2011 verstorbene Präsident des Steirischen Fußballverbandes: Gerhard Kapl

Der Steirische Fußballverband (StFV) ist der Verband der steirischen Fußballklubs. Er ist dem Österreichischen Fußball-Bund (ÖFB) unterstellt und dessen Mitglied.

## Geschichte

### Vorgeschichte
Im Jahr 1893 brachte der Grazer Arzt Georg August Wagner den Fußballsport von Prag nach Graz und konnte Studenten für diesen neuen Sport begeistern. Bereits ein Jahr später gründete sich die erste Fußballabteilung des ATRV Graz in der Steiermark. Das erste Fußballwettspiel fand am 18. März 1894 in Graz zwischen zwei Mannschaften des ATRV statt. Am 31. Oktober 1895 fand ein Spiel zwischen der 1894 gegründeten First Vienna FC 1894 und einer Mannschaft des ATRV Graz statt, das die Vienna mit 5:0 für sich entschied.
Im Jahre 1900 entstand die Grazer SV, 1902 folgte der GAK. Der später bedeutende Grazer Sportklub Sturm – heute bekannt als SK Sturm Graz – wurde 1909 gegründet. Den ersten wichtigen Bewerb in der Steiermark gewann 1907 der Wiener Sport-Club durch einen Finalsieg im Herbstmesse-Pokal über den GAK. Der Deutsch-Alpenländische Fußballverband wurde als einer der fünf Unterverbände in der Kaiserzeit des Österreichischen Fußball-Verbandes ins Leben gerufen, richtete jedoch als einziger keine Meisterschaft für die Teams aus Oberösterreich, Salzburg, Tirol, Vorarlberg, dem Küstenland, Kärnten sowie der Steiermark aus.

### Gründung und erste Jahre
Nachdem der Deutsch-Alpenländische Fußballverband zerfallen war und im Mai 1921 nach Austritt der Kärntner Klubs nur noch steirische Mannschaften übrig geblieben waren, entstand der Steirische Fußball-Verband. Erste Erfolge der Steirischen Landesmeister, die erstmals 1921 ermittelt wurden, war der Gewinn der Amateur-Meisterschaft von Österreich durch den GAK 1929, 1932 und 1933 sowie 1934 durch den SK Sturm. 1937 schlug die Verbandsauswahl die Profimannschaft FC Chelsea aus London am Sturm-Platz mit 4:2.
1947 wurde erstmals ein gesamtösterreichischer Cupbewerb beschlossen, 1949 gründete sich die Österreichische Fußball-Staatsliga mit einer A- und B-Liga. Diese erste Gesamtmeisterschaft entschied der FK Austria Wien für sich, der erste steirische Teilnehmer SK Sturm Graz wurde Zehnter.

### Erfolge der steirischen Klubs
Im Jahr 1955 erreichte die Steiermark einen bis heute nicht mehr erreichten landesinternen Rekord: In der Liga A traten mit dem SK Sturm Graz, dem Grazer AK, der Kapfenberger SV und der ESV Austria Graz gleich vier steirische Mannschaften an. 1959 wurde die Liga B aufgelöst, die Regionalliga Mitte trat an ihre Stelle. 1962 schaffte der GAK als erster Klub von außerhalb Wiens die Teilnahme am Europacup.
1974 wurde die neue Zehnerliga (als 1. Division) und die professionelle, zweitklassige 2. Division eingeführt. Der Donawitzer SV Alpine und der GAK mussten in die Zweitklassigkeit, nur der SK Sturm Graz durfte oben bleiben – bereits 1973 wurde sein sportlicher Abstieg nur durch ein Sondervoting des Verbands verhindert. 1981 holte der GAK mit dem ÖFB-Cup den ersten großen Titel. 1998 wurde mit dem SK Sturm Graz zum ersten Mal ein steirischer Fußballverein österreichischer Fußballmeister, 1999 verteidigte Sturm auch seinen Titel erfolgreich. 2004 wurde der GAK zweiter steirischer Klub, der österreichischer Meister wurde. 2011 wurde mit dem SK Sturm Graz abermals ein Klub aus der Steiermark österreichischer Meister.

### Logos im Wandel der Zeit

Logo von 1920 bis 1960
Logo von 1960 bis 1987
Logo von 1987 bis 1994
Logo von 1994 bis 2004

## Organisation

### Präsidium
An der Spitze des Verbandes steht der Präsident. Er leitet die Geschäfte des Verbandes und vertritt diesen nach außen. Ein nach Kommissionen gegliedertes Präsidium (Geschäftsführung, Bewerbe, Termine, Traineraus- und -weiterbildung, Nachwuchs, Ehrungen, Gnadengesuche, Finanzen, Rechtsausschuss etc.) unterstützt ihn dabei.
Die Präsidenten des Steirischen Fußballverbandes:
- 1911–1912: Eduard Krodemansch
- 1913–1914: Krauth
- 1914–1918: kein Verbandsbetrieb
- 1919: Albert Gaischek
- 1920: Slama
- 1921: Blaschek
- 1922–1923: Weleba
- 1924–1925: Max Bubik
- Frühjahr 1926: Pensold
- Herbst 1926–1927: Eduard Sartory sen.
- 1928–1929: Max Hruby
- 1930–1934: Resner
- 1934–1938: Franz Ircher
- 1938–1940: Ludwig Fisch
- 1940–1943: Josef Robatsch
- 1943–1944: Hermann Marbler
- 1944–April 1945: Karl Fiedler
- Mai 1945–Oktober 1945: Heribert Ircher (provisorisch)
- Oktober 1945–1948: Franz Reistenhofer
- 1949–1951: Franz Ircher
- 1951–1955: Hans Walch
- 1955–1967: Walter Hartmann
- 1967–1974: Franz Lösch
- 1974–1986: Kurt Bauer
- 1986–1992: Hannes Lammer
- 1992–1999: Georg Gartner
- 1999–2011: Gerhard Kapl[3]
- seit 2011: Wolfgang Bartosch[4]

### Vorstand und Geschäftsstelle
Der aus Vereinsvertretern und Fachreferenten zusammengesetzte Vorstand bildet das Entscheidungsgremium des Verbandes. 
Die Geschäftsstelle befindet sich in Graz, Geschäftsführer ist seit 1987 Thomas Nußgruber. Hauptamtliche Mitarbeiter übernehmen sämtliche Dienstleistungsaufgaben für den steirischen Fußball und werden von nebenberuflich tätigen Funktionären unterstützt.

### Ausschüsse und Kommissionen
Ausschüsse und Kommissionen des Steirischen Fußballverbandes sind unter anderem:
- Kontrollausschuss
- Strafausschuss
- Protestkomitee
- Rechtsausschuss
- Schiedsrichterwesen
- Schiedsrichter Gebietsleiter
- Schiedsrichter Disziplinarkommission
- Nachwuchsfußball
- Gebietsjugendleiter Burschen
- LAZ Standortleiter
- Traineraus- und -fortbildung
- Frauenfußball
- Gebietsjugendleiter Mädchen
- Sportanlagen und Sicherheit
- Paritätische Kommission (Regionalliga Mitte)
- Rechnungsprüfer

## Spielbetrieb

### Ligasystem
Im Herrenbereich untersteht dem Verband die Landesliga Steiermark in der österreichweit vierten Leistungsstufe. Darunter folgen regional gegliedert drei Oberligen, sechs Unterligen, sieben Gebietsligen und neun „1. Klasse“-Ligen. Hinzu kommen zwei Ligen für Reservemannschaften.
Im Frauenfußball führt der Steirische Fußballverband Meisterschaften in der Steirischen Frauenlandesliga, der Frauenoberliga Nord und der Frauenoberliga Süd durch. Im männlichen Nachwuchsbereich gibt es Meisterschaften für U7- bis U18-Mannschaften, bei den Mädchen die Steirische U12 Mädchenliga.

### Cupbewerbe
Der Steirische Fußballverband richtet im Herrenbereich seit 1994 einen Cupbewerb aus. Der Steirercup trägt nach dem Bewerbssponsor den Namen WOCHE-Steirer Cup. Die beiden Finalisten erhalten einen Fix-Startplatz in der 1. Hauptrunde des ÖFB-Cups. Von 1922 bis 1951 hatte es bereits einen steirischen Pokalwettbewerb gegeben.
Seit 2012/13 spielen die Frauen unter dem Steirischen Fußballverband einen Pokalbewerb unter dem Namen WOCHE Cup Frauen aus. Der Gewinner des Pokalbewerbes bekommt einen Fix-Startplatz in der 1. Hauptrunde des ÖFB Ladies Cup.

## Teams in den Ligen
In der Saison 2024/25 spielen folgende Teams in österreichischen Ligen
Herren
- Bundesliga
  - SK Sturm Graz
  - TSV Hartberg
  - GAK
- 2. Liga
  - Kapfenberger SV
  - SV Lafnitz
  - SK Sturm Graz II
- Regionalliga Mitte
  - ASK Voitsberg
  - DSV Leoben
  - USV St.Anna
  - Deutschlandsberger SC
  - FC Gleisdorf 09
  - SC Weiz
  - SV Wildon

Frauen
- ÖFB Frauen-Bundesliga
  - SK Sturm Graz
- 2. Liga
  - Grazer AK
  - LUV Graz
  - Wildcats Krottendorf

## Publikationen (Auswahl)
- 1961: 50 Jahre Steirischer Fußballverband
- 1986: 75 Jahre Steirischer Fußballverband
- 1996: 85 Jahre Steirischer Fußballverband
- 2011: 100 Jahre Steirischer Fußballverband